# Eugen Dombrowski
Eugen Dombrowski (ur. 30 września 1853 w Królewcu, zm. 14 października 1921 w Braniewie) – warmiński historyk i nauczyciel w gimnazjum w Reszlu i w Braniewie, organizator i zarządca Warmińskiego Muzeum w Braniewie, przez ponad 35 lat członek zarządu Warmińskiego Towarzystwa Historycznego, wydawca lokalnego czasopisma Unsere ermländische Heimat.

## Życiorys
Jego ojciec był ubogim zegarmistrzem pochodzącym z gdańskiej rodziny o nauczycielskich tradycjach. Jego matka była córką kapitana statku w Kłajpedzie. Eugen urodził się w Królewcu. Rodzina zmieniała miejsce zamieszkania na Braniewo i Lidzbark Warmiński, w których to miastach Eugen dorastał i uczęszczał do szkół. Maturę uzyskał w 1874 roku w Malborku. Następnie studiował przez dwa semestry na Uniwersytecie Wrocławskim, potem do 1879 roku w Królewcu. Były to lata ostrego kulturkampfu, toteż wychowany w katolickiej rodzinie przystąpił we Wrocławiu do katolickiego związku studenckiego Unitas, a w Królewcu współtworzył katolicki klub studencki Borussia. Mimo trudnego okresu biedy i wyrzeczeń zdał 1 maja 1880 roku egzamin państwowy pro facultate docendi, dwa dni później egzamin rygorozum, zaś 15 maja o 12 w południe obronił pracę doktorską pt. Anzelm von Havelberg i uzyskał stopień doktora nauk filozoficznych. Zaraz po studiach został skierowany do gimnazjum w Reszlu jako proband (na okres próbny). Już na wiosnę 1881 roku został zatrudniony stałe, otrzymując uposażenie w wysokości 600 talarów. 1 kwietnia 1882, gdy po śmierci nauczyciela historii profesora Kawczyńskiego (1824–1882) zwolniło się stanowisko w Liceum Hosianum, został tam skierowany. Na braniewskiej uczelni pracował aż do przejścia na emeryturę w dniu 1 stycznia 1921 roku. Nauczał tu historii, geografii, języka niemieckiego oraz przyrody. Uchodził za nauczyciela surowego, a jednocześnie sprawiedliwego i życzliwego. Oprócz tego wykładał w szkole żeńskiej Elisabethschule oraz w utworzonej w 1887 roku Szkole Rolniczej w Braniewie. Zainspirowany działalnością innych braniewskich profesorów zaangażowanych w historyczną pracę badawczą w Warmińskim Towarzystwie Historycznym, również skierował swój zapał w tym kierunku, chociaż nie sprostał pierwszemu zadaniu przygotowania wykładu o historii Braniewa z okazji 600-lecia nadania praw miejskich w 1284 roku (zastąpił go wówczas prof. Bender wykładem „Geschichtliche Erinnerungen aus Braunsbergs Vergangenheit”).
Jego pierwszym opracowaniem w zakresie historii Warmii były Studien zur Geschichte der Landaufteilung bei der Kolonisation des Ermlands im XIII. Jahrhundert. Jahresbericht über das Königliche Gymnasium zu Braunsberg (wyd. Braniewo, 1885). Dzięki niemu Dombrowski został przyjęty w skład zarządu Warmińskiego Towarzystwa Historycznego. Potem nastąpiły dwa krótsze opracowania w 9. tomie Zeitschrift für die Geschichte und Altertumskunde Ermlands (1887) o pszczelarstwie na Warmii i o budowie statku przez Nowe Miasto Braniewo. Dwie kolejne prace – o związku Tugendbund oraz o początkach wychowania fizycznego w Braniewie – opublikował dwa lata później. Gdy po śmierci prof. Bendera (1893) nie powierzono mu katedry historii po zmarłym profesorze, nastąpiło rozczarowanie i przerwa w pisaniu. Dopiero od 18 tomu ZGAE (1913) znów ukazywały się jego opracowania. Przez cały okres aktywnie działał w Warmińskim Towarzystwie Historycznym, organizował posiedzenia Towarzystwa w różnych miastach (Orneta, Dobre Miasto, Lidzbark Warmiński), pozyskał wielu nowych członków (w 1901 WTH liczyło 410 członków, w 1918 – 577). Zamiłowanie do historii i Warmii przekuło się w zaangażowanie w utworzenie Muzeum Warmińskiego w Braniewie (Museum für die Altertümer Ermlands, później Ermländisches Museum). Wspierany przez księdza Hugo Günthera (1867–1922), posiadającego dar przekonywania okolicznej ludności do ofiarowania historycznych pamiątek, rozpoczął tworzenie kolekcji do muzeum. W październiku 1903 rozpoczął selekcję i porządkowanie pozyskanych artefaktów w budynku nowej plebanii przy kościele parafialnym św. Katarzyny, a na Wielkanoc 1904 roku zbiory muzealne zostały udostępnione do zwiedzania. Ciężkim ciosem dla niego było przeznaczenie pomieszczeń muzeum na kwatery wojenne po wybuchu I wojny światowej. W grudniu 1920 zaczął wydawać nowe czasopismo, miesięcznik Unsere ermländische Heimat, które dane mu było tylko jeszcze przez pół roku redagować. W nim publikował swoje ostatnie artykuły o historii, kulturze oraz o świecie roślin i zwierząt (jego zamiłowanie do przyrody rozkwitło szczególnie odkąd powierzono mu w szkole lekcje przyrody).
Był żonaty z Therese Schubert (1855–1939). Mieli pięciu synów (jeden zmarł przed nim, zginął w I wojnie światowej) i jedną córkę, również nauczycielkę w Elisabethschule.
Zmarł 14 listopada 1921 roku w Braniewie. Pogrzeb odbył się 18 października. Pochowany został, tak jak wielu innych wykładowców Królewskiego Liceum Hosianum (później Królewskiej Akademii, a od 1918 na Państwowej Akademii), na cmentarzu św. Jana w Braniewie. Zarządzanie braniewskim muzeum powierzone zostało po jego śmierci tymczasowo Buchholzowi. Wkrótce potem zarząd WTH zadecydował o przeniesieniu muzeum do Fromborka.